# Guettarda davidseorum
Guettarda davidseorum là một loài thực vật có hoa trong họ Thiến thảo. Loài này được Lorence mô tả khoa học đầu tiên năm 2001.